# 平野敦士
平野 敦士（ひらの あつし、1962年4月21日 - ）は、ネットストラテジー代表取締役社長。Market Platform Dynamics Senior Advisor。
学歴は東京大学経済学部経済学科卒業。学位は経済学士(東京大学)。

## 来歴
- 1987年 日本興業銀行に入行。
- 1999年 NTTドコモ関連企業部担当課長
- 2007年 現職。